# ذا بلوز براذارز
البلوز برازارز (بالإنجليزية: The Blues Brothers) فريق أمريكي لإحياء موسيقى البلوز والسول. تأسس الفريق في عام 1978 من الكوميديين دان أيكرويد وجون بيلوشي كجزء من عرض موسيقي في برنامج «ليلة السبت على الهواء Saturday Night Live» (عرض كوميدي ومنوعات موسيقية يقدم على الهواء مباشرة في وقت متأخر من الليل). كان بيلوشي وأيكرويد في مقدمة الفريق، الذي يتكون من موسيقيين مشهورين. ظهر الفريق لأول مرة كضيف موسيقي في حلقة 1978 من «ليلة السبت على الهواء».
أصدر الفريق ألبومه الأول «حقيبة ممتلئة بالأحزان Briefcase Full of Blues» في عام 1978. اكتسب الفريق المزيد من الشهرة بعد إنتاج الفيلم الكوميدي «البلوز برازورز The Blues Brothers» في عام 1980.
استمر الفريق في مسيرته بعد موت جون بيلوشي عام 1982، مع تناوب المطربين الضيوف وأعضاء الفريق الآخرين الغناء بدلاً عنه. أعيد تكوين الفريق في عام 1988 للقيام بجولة حول العالم ومرة أخرى في عام 1998 لإنتاج فيلم «البلوز برازورز 2000».

## أهم أغاني الفريق
(1979) رجل الروح Soul Man
(1979) بسكويت مطاطي Rubber Biscuit
(1980) اعطني بعض الحب Gimme Some Lovin
(1981) من يمارس الحب Who's Making Love
(1981) العودة إلى ميامي Going Back To Miami

## وصلات خارجية
- ذا بلوز براذارز على موقع bluesbrothers
- ذا بلوز براذارز على موقع uphe
- ذا بلوز براذارز على موقع discogs